# Xystrocera nitidicollis
Xystrocera nitidicollis es una especie de escarabajo longicornio del género Xystrocera, categorizada en la tribu Xystrocerini, de la subfamilia Cerambycinae. Fue descrita por Quedenfeldt en 1883.

## Descripción
Mide 14,5-15 mm de longitud.

## Distribución
Se distribuye por Angola, Benín, Costa de Marfil, Gabón, República Democrática del Congo y República del Congo.